# Синявка (Коропский район)
Синявка (укр. Синявка) — село в Коропском районе Черниговской области Украины. Население — 136 человек.
Код КОАТУУ: 7422282505. Почтовый индекс: 16260. Телефонный код: +380 4656.

## Власть
Орган местного самоуправления — Жовтневый сельский совет. Почтовый адрес: 16260, Черниговская обл., Коропский р-н, с. Рождественское, ул. Борисовка, 1.